# Waldbert von Hildesheim
Waldbert (auch Waltbert, Uualbrath, Walbertus, Ualbertus, Valdbertus, Waldberthus, Walbergthus) († 3. November 919) war von 908/9 bis 919 Bischof von Hildesheim. Waldbert von Hildesheim ist nicht mit Waltbert (auch Walbert oder Waltbraht) zu verwechseln, dem Enkel Widukinds, von dem die Schrift De miraculis sancti Alexandri (Von den Wundern des Heiligen Alexander) in Auftrag gegeben wurde.

## Leben
Waltbert stammte wie seine Vorgänger Markward und Wigbert aus dem Geschlecht der Immedinger, die auf den Sachsenführer Widukind zurückgehen. Lange unklar war, ob Waltbert Neffe von Wigbert von Hildesheim oder von Wigbert von Verden gewesen war. Wahrscheinlich war er Neffe des Hildesheimer Wigbert.
Unklar war auch, seit wann er Bischof von Hildesheim war. Wahrscheinlich folgte er seinem Onkel 908 oder Anfang 909 nach. Zu seiner Amtszeit bestätigte König Ludwig das Kind die älteren Schutz- und Immunitätsprivilegien. Wie die anderen Bischöfe aus Sachsen blieb er der Synode von Hohenaltheim von 916 fern. Dies ist ein Hinweis darauf, dass der sächsische Herzog Heinrich I. auch das Bistum Hildesheim hinter sich hatte. Eine nennenswerte Rolle scheint Waltbert auf Reichsebene nicht gespielt zu haben.
Nicht sicher ist auch, welche der Äbtissinnen von Gandesheim er geweiht hat. Unklar ist ebenso, ob die Stiftung des Kanonissenstifts Ringelheim zu seiner Zeit oder zu der seines Vorgängers geschah. Möglicherweise wurde zu seiner Zeit der Besitz des Bischofs von dem des Domkapitels getrennt und die Dompropstei eingerichtet.
Waltbert wurde im Hildesheimer Dom vor dem Cäcilienaltar beigesetzt.